# Fryksdalsdansen

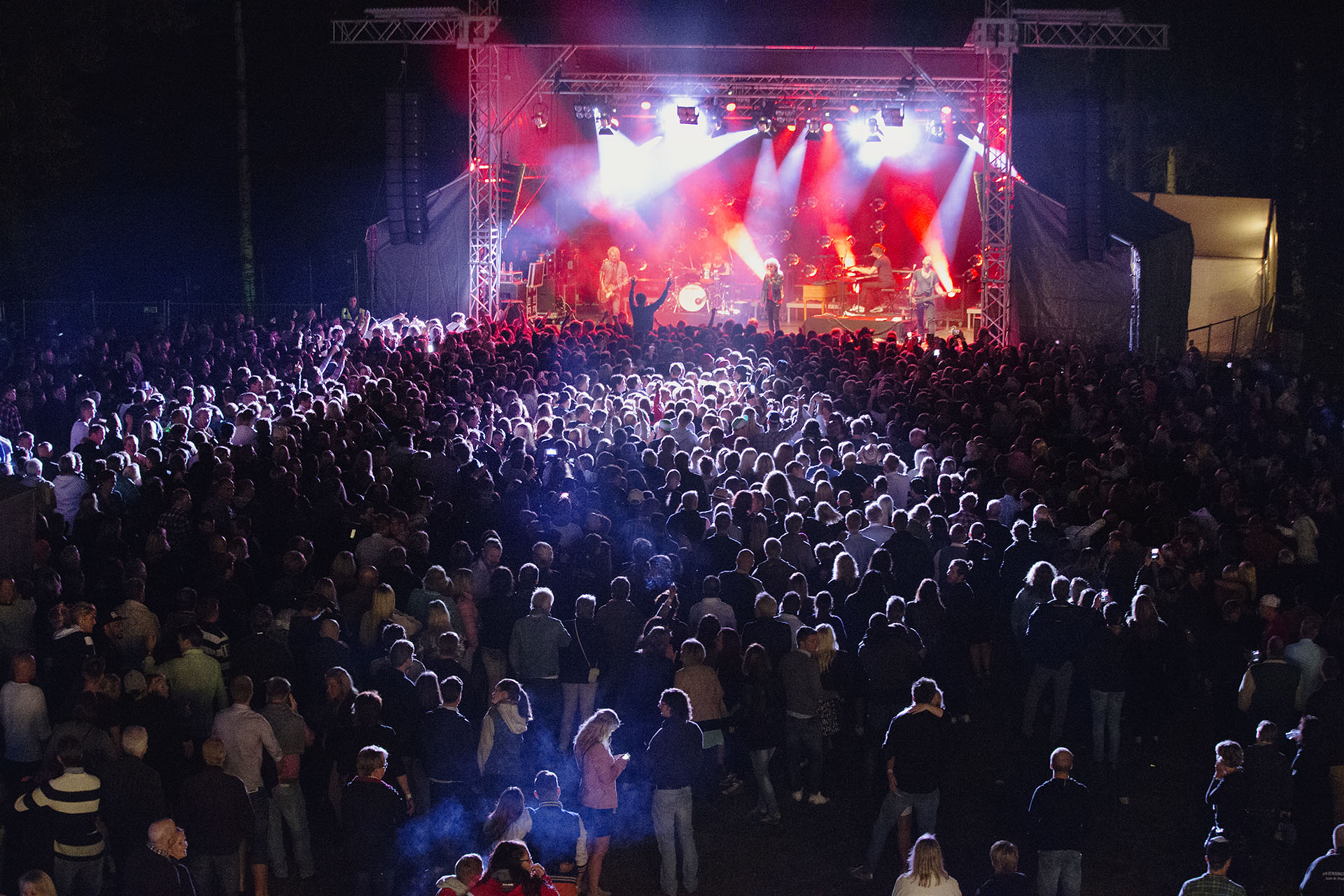
Fryksdalsdansen lockar många besökare varje år.

Fryksdalsdansen är en årligen återkommande dans- och nöjesfestival som äger rum på Kolsnäsudden i Sunne. Fryksdalsdansen äger rum 26-27 juli 2024.  
Varje år lockas cirka 14 000 festival- och dansbandsfantaster till Fryksdalsdansen. 
På festivalen har många stora band och artister spelat genom åren, så som Carola Häggkvist, Magnus Uggla, Björn Rosenström, Samir & Viktor, Sven-Ingvars, Jerry Williams, Norlie & KKV, Miriam Bryant, E-Type, Alcazar, Bolaget, LBSB med fler.